# Micropolypodium gradatum
Micropolypodium gradatum là một loài dương xỉ trong họ Polypodiaceae. Loài này được Labiak & F.B.Matos mô tả khoa học đầu tiên năm 2007.
Danh pháp khoa học của loài này chưa được làm sáng tỏ. 